# 醜女大翻身
《醜女大翻身》是日本漫畫家鈴木由美子創作的日本漫畫作品。於講談社漫畫雜誌《Kiss》1997年至1999年期間連載，單行本全5卷。

## 劇情簡介
因長相問題而欠缺自信的神無月甘奈，為了獲得心上人蓮台寺浩介的心，花費數百萬日圓作全身整形手術，下定決心作為美女重新開始，即使變美了過去的不良習慣卻總是遲遲無法脫離，究竟與浩介的距離能否縮短，以此展開的戀愛搞笑作品。

## 登場人物
神無月甘奈
本作主角，福島縣出生，22歲。在龜戶大學擔任打飯的工作。
蓮台寺浩介
龜戶大學的學生。
隅田川菜菜子
龜戶大學藥學系2年級生。
荒川昌代
龜戶大學教育學系2年級生。戀人為浩介。
神無月梨奈
甘奈的妹妹。容貌比姐姐甘奈還要像美女。
相模
浩介高中時的前輩。擔當大手出版社的編輯。

## 出版書籍
| 集數 | 講談社        | 講談社                 | 東立出版社    | 東立出版社         |
| 集數 | 發售日期      | ISBN                   | 發售日期      | ISBN               |
| ---- | ------------- | ---------------------- | ------------- | ------------------ |
| 1    | 1997年9月12日 | ISBN 978-4-06-325738-0 | 2001年1月6日  | ISBN 957-731-307-8 |
| 2    | 1998年2月13日 | ISBN 978-4-06-325762-5 | 2001年1月6日  | ISBN 957-731-308-6 |
| 3    | 1998年9月11日 | ISBN 978-4-06-325788-5 | 2001年5月3日  | ISBN 957-731-456-2 |
| 4    | 1999年2月12日 | ISBN 978-4-06-325816-5 | 2001年9月10日 | ISBN 957-731-457-0 |
| 5    | 1999年8月9日  | ISBN 978-4-06-325845-5 | 2001年10月8日 | ISBN 957-699-639-2 |

## 電影版

### 韓國版
韓國改編漫畫同名電影《醜女大翻身》（韓語：미녀는 괴로워）於2006年12月14日上映。
姜漢娜是一名169cm、95kg的女子，她的身材完全可以到摔跤場上比試一下。但她其實只是一個想得到愛情的普通女子。她有依附天籟般的嗓音，但因肥胖體型，只能在幕後幫美女歌手雅美假唱。雅美的製作人韓尚俊是唯一肯定她音樂實力的人，漢娜不知不覺暗戀上韓尚俊。在韓尚俊的生日派對上漢娜終於如願被邀請過去，她很興奮地努力想表現自己…但是，從那晚以後她突然消失了！

### 日本版
日本改編漫畫同名電影於2009年1月17日上映。主演為山田優。

### 演員
- 神無月カンナ：山田優
- カバコ（伊集院ありさ）：山崎静代（南海キャンディーズ）
- 隅田川菜々子：中別府葵
- 蓮台寺浩介：永田彬（RUN&GUN）
- 森泉彩花：佐藤仁美
- 綾小路篤：柏原崇
- 橘れい子：浅野ゆう子
- 美樹：秋本祐希
- 結城真一郎：田宮五郎

### 製作人員
- 導演、編輯：井上晃一
- 脚本：松田裕子
- 製作人：木村元子
- 攝影：百束尚浩
- 美術：木村文洋
- 音樂監督：田中茂昭
- 片頭曲：「君のフレーズ」Honey L Days（avex trax）
- 插入曲：「えくぼ」SHOWTA.（國王唱片）
- 插入配樂：「mini scat 60」Pistol Valve（R and C）
- 主題曲：「My All」山田優（波麗佳音）
- 配給：ゴー・シネマ
- 制作協力：スタジオブルー
- 製作協力：イメージフィールド
- 主要製作、宣傳：Digital Hollywood Entertainment
- 製作：劇場版「醜女大翻身」製作委員会（Digital Hollywood Entertainment、NBC環球娛樂、ミツイワ、Vox-Project）
- 片長：110分

## 舞台劇
電影與舞台劇（音樂劇）為同個韓国企業製作。原是當初改編成電影時的承諾，卻在交涉時談判破裂，之後由講談社方面私自改編成舞台劇。改編自2008年的韓國電影，主演Bada。
在2011年10月8日至11月6日，於大阪松竹座預定日本公演消息發布。舞台版的標題和電影一樣（日本譯名）。
2011年9月14日，因上述日本公演侵害電影著作權，由東京地方裁判所要求講談社中止公演並進行臨時處分。
2011年10月3日，東京地裁（大須賀滋裁判長）將其公告撤下。於10月8日在大阪進行的日本公演照常舉行。

### 角色
- 姜漢娜： Bada[1]、Gyuri（KARA）　※雙人組
- 韓尚俊： 李鐘赫、吳萬石[5]、金成帝（超新星）　※三人組

## 外部連結
- 講談社コミックプラス （页面存档备份，存于）
- 醜女大翻身 - 韓国版電影官方網站
- ミュージカル・美女はつらいの - 舞台版官方網站